# Tribhuwana Wijayotunggadewi
Tribhuwana Wijayotunggadewi, ook bekend als Dyah Gitarja, was een Javaanse koningin en de derde vorst van Majapahit. Ze regeerde van 1328 tot 1350. Ze droeg ook de titel Bhre Kahuripan (hertogin van Kahuripan). Met de hulp van haar minister-president Gajah Mada streefde ze een enorme uitbreiding van het rijk na. In de traditie wordt ze genoemd als een vrouw met buitengewone moed, wijsheid en intelligentie.

## Vroege leven
Dyah Gitarja was de dochter van Raden Wijaya, de eerste koning van Majapahit, en zijn echtgenote Dyah Gayatri Rajapatni. Gitarja was een lid van de Rajasa-dynastie, heersers van Majapahit en haar voorganger, het koninkrijk Singhasari. Van haar moeders kant was ze ook een kleindochter van koning Kertanegara van Singhasari.
Ze was Wijaya's oudste kind en had een jongere zus, Rajadewi, welke beide dochters waren van koningin Rajapatni. Ze had ook een halfbroer, Jayanegara, de zoon van koningin Indreswari. Volgens de Nagarakretagama volgde haar halfbroer Jayanegara haar vader op na zijn dood in 1309 terwijl zij en haar zus respectievelijk de titel Bhre Kahuripan (hertogin van Kahuripan) en Bhre Daha (hertogin van Daha) kregen.
Volgens de Pararaton, een Javaanse rijkskroniek die dateert uit de 15e of 16e eeuw, wilde koning Jayanegara dat zijn halfzussen zijn echtgenotes werden. Een huwelijk tussen halfbroers en zussen wordt in de Javaanse traditie verafschuwd, wat ertoe leidde dat de raad van koninklijke oudsten onder leiding van de koningin-moeder Gayatri tegen de wensen van de koning inging. De reden van Jayanegara's wens was niet duidelijk – het zou zijn manier kunnen zijn geweest om rivalen te voorkomen, namelijk de minnaars van zijn halfzussen, die zijn troon hadden kunnen opeisen.
Desalniettemin ging Jayanegara verder door met zijn plan om de verloving van zijn halfzussen te voorkomen door Gitarja en Rajadewi op te sluiten in de kaputren (harem) van het paleis, waar ze werden opgesloten op een goed bewaakte binnenplaats. Ook ontnam hij de twee prinsessen het contact met en de toegang tot de rechtbank.  Deze opsluiting duurde jaren, totdat beide prinsessen volwassen werden en in de Javaanse traditie hun geschikte leeftijd voor het huwelijk voorbij waren. Dit verontrustte hun moeder, koningin-moeder Gayatri, die wanhopig probeerde haar dochters uit Jayanegara's gevangenschap te bevrijden.

## Regering
Volgens de Nagarakretagama kwam Gitarja aan de macht in opdracht van haar moeder Gayatri in 1329, ter vervanging van Jayanegara, die in 1328 was vermoord. Een theorie vermoedde dat Gajah Mada het brein was achter de moord, aangezien Gajah Mada de trouwe en vertrouwde adviseur was voor koningin-moeder Gayatri, die haar dochters probeerde te bevrijden uit de gevangenschap van Jayanegara. Tegen die tijd was Rajapatni Gayatri de laatste overlevende van de oudere generatie en matriarch van de koninklijke familie van Majapahit. Zij moest de troon veiligstellen omdat Jayanegara geen zonen had. Maar in plaats daarvan ging ze het klooster in en plaatste daar haar dochter op de troon.
Prinses Gitarja besteeg de troon onder haar nieuwe regeringsnaam Tribhuwannottunggadewi Jayawishnuwardhani, wat "de verheven godin van drie werelden die de glorie van Vishnu uitstraalt" betekent. Tribhuwana regeerde met de hulp van haar echtgenoot, Kertawardhana. Hoewel ze koningin wordt genoemd, regeerde ze in feite als regentes voor haar moeder, die intrede had gedaan in een boeddhistisch klooster. Tribhuwana werd de moeder en de voorganger van Hayam Wuruk, de vierde vorst van het Majapahit-rijk.
In 1331 leidde ze zelf het leger naar het slagveld met de hulp van haar neef Adityawarman, om de rebellie in de gebieden Sadeng en Keta te onderdrukken. In 1334 benoemde ze Gajah Mada tot haar nieuwe mahapatih (een Javaanse titel die gelijk staat aan die van minister-president), en in dit geval legde Gajah Mada zijn beroemde Palapa-eed af, waarbij hij zijn intentie bevestigde om de invloed van het koninkrijk over de archipel uit te breiden. Volgens de Pararaton verraste zijn buitengewone gelofte de rechtbank en staatsfunctionarissen die zijn inauguratie bijwoonden. Sommigen van hen, vooral Mada's rivaal, Ra Kembar, lachten en bespotten Mada, en maakten hem belachelijk als een opschepper met een grote mond en een onmogelijke droom. Deze openbare vernedering maakte Gajah Mada woedend, wat resulteerde in een door de koningin gerechtvaardigd duel dat leidde tot de dood van Ra Kembar en de executie van anderen die zich tegen zijn autoriteit verzetten.
Met de hulp van Gajah Mada als minister-president streefde Tribhuwana een enorme uitbreiding van het rijk na. In 1343 breidde Majapahit de eigen reeds verworven bezittingen in Pejeng en Bedahulu uit tot het hele eiland Bali. In 1347 werd Adityawarman gestuurd om de rest van het koninkrijk Shrivijaya en het koninkrijk Melayu te veroveren. Vervolgens werd hij gepromoveerd tot uparaja (onderkoning) van Sumatra. De uitbreiding van Majapahit ging door onder het bewind van Hayam Wuruk en bereikte Lamuri (het huidige Atjeh) in het westen en Wanin (het schiereiland Onin van West-Papua) in het oosten.

## Latere leven
Het bewind van Tribhuwana eindigde toen haar moeder Gayatri Rajapatni in 1350 stierf. Ze was immers niet meer dan de regentes van haar moeder. Daarom moest zij nu haar troon afstaan aan haar zoon. Na haar troonsafstand ging Tribhuwana niet volledig met pensioen, ze was nog steeds actief betrokken bij staatszaken. Tijdens het bewind van haar zoon, koning Hayam Wuruk, werd zij voor de tweede keer benoemd tot de Bhre Kahuripan, de heerser van het kustland van Kahuripan, wat voor Majapahit in die tijd een vitale haven was. Ze werd ook lid van de Bhattara Saptaprabhu, de raad van koninklijke oudsten die de koning advies gaven.
Tribhuwana stierf later in haar huis in Majapahit. Hierop volgde een grootse koninklijke hindoeïstische crematieceremonie. Ze werd na haar dood vergoddelijkt. Haar stoffelijke resten werden volgens de Pararaton bijgezet in de Candi Pantarapurwa in Panggih, Oost-Java. Candi is het gewone Indonesische woord voor tempel, maar de meer specifieke betekenis van dit woord is dat in een candi de stoffelijke resten van koningen en belangrijke priesters waren opgeslagen. In de Javaanse devaraja-cultuur wordt aangenomen dat de monarch de incarnatie van een bepaalde godheid is, en dat na de dood hun ziel met die godheid wordt verenigd, en dus als zodanig vereerd wordt in een tempel, opgedragen aan de overleden ziel van de monarch.

## Trivia
Tribhuwana is als downloadbare content voor de videogame Civilization VI verschenen, waar ze de Indonesische beschaving leidt, en waar ze met haar geboortenaam Gitarja wordt benoemd.